# Сулимов (Львовская область)
Сулимов (укр. Сулимів) — село в Куликовской поселковой общине Львовского района Львовской области Украины.
Население по переписи 2001 года составляло 624 человека. Занимает площадь 13,20 км². Почтовый индекс — 80374. Телефонный код — 3252.